# Championnats d'Afrique d'haltérophilie 1993
Navigation
Édition précédente Édition suivante
Les championnats d'Afrique d'haltérophilie 1993 sont la 8e édition des championnats d'Afrique d'haltérophilie. Ils se déroulent du 12 au 15 avril 1993 au Caire en Égypte. 
Les Algériens Saïd Asri, Azzeddine Besbes et Abdelmounaim Yahiaoui sont médaillés d'or, battant huit records d'Afrique. L'Algérie termine ces championnats avec 35 médailles dont 16 en or, 11 en argent et 3 de bronze et  Abdelmounaim Yahiaoui est désigné comme meilleur athlète de ces championnats.